# All About My Romance
All About My Romance  (en hangul, 내 연애의 모든 것; romanización revisada, Nae Yeonaeui Modeun geot) también conocida en español como Todo sobre mi romance, es una serie de televisión surcoreana de comedia romántica transmitida por Seoul Broadcasting System desde el 4 de abril hasta el 29 de mayo de 2013, protagonizada por Shin Ha Kyun, Lee Min Jung, Park Hee-soon y Han Chae Ah.

## Argumento
En la asamblea nacional, llena de cambios políticos, el antiguo juez Kim Soo Young (Shin Ha Kyun) es elegido miembro representando al partido conservador Nueva Corea, anteriormente el dejó su trabajo al comenzar a ser presionado por sus jefes para obtener favores en la corte, los cuales él negó. No Min Young (Lee Min Jung), también es nueva, representando al partido liberal Progresista Laboral, del cual se unió principalmente, tras la muerte de su hermana que era candidata a la presidencia.
Soo Young y Min Young, llegan llenos de ideas a legislar, ahí se encuentran con Song Joon-ha (Park Hee-soon), un fiscal que se convierte en ayudante de ella y Ahn Hee Sun (Han Chae Ah) una reportera de noticias. Tras disputas y una mala relación entre Soo Young y Min Young, por sus posturas políticas, se esconde un sentimiento inicialmente como algo pasajero, pero con el paso del tiempo su verdadero trabajo ya no será legislar, sino esconder la relación entre ellos de la opinión pública y de sus partidos.

## Reparto

### Personajes principales
- Shin Ha Kyun como Kim Soo Young.
- Lee Min Jung como Noh Min Young.[3]
- Park Hee-soon como Song Joon-ha.
- Han Chae Ah como Ahn Hee Sun.

### Personajes secundarios
- Jin Tae Hyun como Kim Sang Soo.
- Chun Ho-jin como Go Dae-ryong.
- Gong Hyung Jin como Moon Bong Shik.
- Jang Gwang como Maeng Joo-ho.
- Son Deok Gi como Park Bu San.
- Min Ji Ah como Jung Yoon Hee.
- Kim Jung Nan como Go Dong Sook.
- Heo Jung Min como Seo Yoon Ki.
- Jeon Min seo como Song Bo Ri.
- Kim Hye Ok como Na Young Sook.
- Shin Young Jin como Noh Min Hwa.

### Otros personajes
- Shin So Yul como Estudiante.
- Park Eun Kyung como DJ.
- Ahn Nae-sang como Song Gyo-soo.

## Recepción

### Audiencia
En azul la audiencia más baja y en rojo la más alta, correspondientes a las empresas medidoras TNms y AGB Nielsen.
| Ep. #    | Fecha de estreno    | Share        | Share        | Share       | Share       |
| Ep. #    | Fecha de estreno    | TNmS Ratings | TNmS Ratings | AGB Nielsen | AGB Nielsen |
| Ep. #    | Fecha de estreno    | Nacional     | Seúl         | Nacional    | Seúl        |
| -------- | ------------------- | ------------ | ------------ | ----------- | ----------- |
| 1        | 4 de abril de 2013  | 6.0 %        | 7.0 %        | 7.4 %       | 8.3 %       |
| 2        | 10 de abril de 2013 | 5.4 %        | 6.2 %        | 5.5 %       | 6.5 %       |
| 3        | 11 de abril de 2013 | 5.5 %        | 6.9 %        | 5.0 %       | 6.3 %       |
| 4        | 17 de abril de 2013 | 5.0 %        | 5.7 %        | 5.6 %       | 7.1 %       |
| 5        | 18 de abril de 2013 | 5.4 %        | 6.4 %        | 5.5 %       | 6.1 %       |
| 6        | 24 de abril de 2013 | 4.7 %        | 5.9 %        | 4.7 %       | 5.6 %       |
| 7        | 25 de abril de 2013 | 5.7 %        | 6.5 %        | 5.4 %       | 6.1 %       |
| 8        | 1 de mayo de 2013   | 4.9 %        | 5.9 %        | 4.9 %       | 5.8 %       |
| 9        | 2 de mayo de 2013   | 5.7 %        | 6.6 %        | 5.7 %       | 6.4 %       |
| 10       | 8 de mayo de 2013   | 4.5 %        | 5.6 %        | 4.9 %       | 5.9 %       |
| 11       | 9 de mayo de 2013   | 5.2 %        | 5.5 %        | 5.6 %       | 6.1 %       |
| 12       | 15 de mayo de 2013  | 4.4 %        | 5.2 %        | 4.4 %       | 5.0 %       |
| 13       | 16 de mayo de 2013  | 4.1 %        | 5.1 %        | 5.2 %       | 6.0 %       |
| 14       | 22 de mayo de 2013  | 4.0 %        | 4.5 %        | 4.2 %       | 4.8 %       |
| 15       | 23 de mayo de 2013  | 4.4 %        | 5.6 %        | 4.8 %       | 5.4 %       |
| 16       | 29 de mayo de 2013  | 3.9 %        | 4.3 %        | 4.0 %       | 4.5 %       |
| Promedio | Promedio            | 4.9 %        | 5.8 %        | 5.2 %       | 6.0 %       |

## Banda sonora
| Track listing |                                   |                        |          |  |
| N.º           | Título                            | Artista                | Duración |  |
| 1.            | «My Romance»                      | Varios artistas        | 1:47     |  |
| 2.            | «사랑하니까» (Because I love You) | Bae Chi Gi, Shin Bo Ra | 3:47     |  |
| 3.            | «평범한 사랑» (Ordinary Love)     | Shin Yong Jae          | 4:11     |  |
| 4.            | «I Love You»                      | Akdong Musician        | 3:04     |  |
| 5.            | «그건 너» (It’s You)              | Dal Shabet             | 3:11     |  |
| 6.            | «한걸음» (One Step)               | Tiffany                | 4:17     |  |
| 7.            | «Sweet Enemy»                     | Varios artistas        | 1:50     |  |
| 8.            | «Innocence»                       | Varios artistas        | 3:20     |  |
| 9.            | «Love Time»                       | Varios artistas        | 2:40     |  |
| 10.           | «Moonlight»                       | Varios artistas        | 3:34     |  |
| 11.           | «My Love Affair»                  | Varios artistas        | 2:22     |  |
| 12.           | «춤추는 로맨스» (Dancing Romance) | Varios artistas        | 1:28     |  |
| 13.           | «Blue Tango»                      | Varios artistas        | 2:07     |  |
| 14.           | «Peaceful Unification»            | Varios artistas        | 4:11     |  |
| 15.           | «내일로 가는 길» (Way Tomorrow)   | Varios artistas        | 2:44     |  |

## Premios y nominaciones
| Año  | Categoría                                   | Premios              | Nominada    | Resultado |
| ---- | ------------------------------------------- | -------------------- | ----------- | --------- |
| 2013 | Premio a la excelencia, actriz en miniserie | 2013 SBS Drama Award | Han Chae-ah | Nominada  |

## Emisión internacional
- Hong Kong: TVB (2013-2014).
- Japón: KNTV (2013-2014) y TV Aichi (2014).
- Malasia: One TV Asia (2013).
- Taiwán: EBC (2016).